# Франсиско-Мадеро (муниципалитет)
Франсиско-Мадеро (исп. Francisco I. Madero) — муниципалитет в Мексике, штат Коауила, с административным центром в одноимённом городе. Численность населения, по данным переписи 2020 года, составила 59 035 человек.

## Общие сведения
Название Francisco I. Madero дано в честь президента Мексики — Франсиско Мадеро.
Площадь муниципалитета равна 2810 км², что составляет 1,85 % от общей площади штата, а наивысшая точка — 1114 метров, расположена в поселении Аламито.
Он граничит с другими муниципалитетами штата Коауила: на севере с Сьерра-Мохада и Куатро-Сьенегасом, на востоке с Сан-Педро, на юге с Матаморосом, а на западе с другим штатом Мексики — Дуранго.

## Учреждение и состав
Муниципалитет был образован 30 ноября 1936 года, в его состав входит 102 населённых пункта, самые крупные из которых:
| Код INEGI                  | Населённый пункт | Численность населения (2005 год) | Численность населения (2010 год) | Численность населения (2020 год) |
| -------------------------- | --- | -------------------------------- | -------------------------------- | -------------------------------- |
| 009                        | Всего | 51528                            | 55676                            | 59035                            |
| 0001                       | Франсиско-Мадеро (Чавес) (исп. Francisco I. Madero (Chávez)) 25°46′30″ с. ш. 103°16′23″ з. д. (административный центр) | 30084                            | 26632                            | 32704                            |
| 0025                       | Идальго (исп. Hidalgo) 25°49′00″ с. ш. 103°17′02″ з. д.                                                                | н/д                              | 2655                             | 2779                             |
| 0053                       | Сейс-де-Октубре (Санто-Ниньо) (исп. Seis de Octubre (Santo Niño)) 25°45′51″ с. ш. 103°14′25″ з. д.                     | н/д                              | 2053                             | 2016                             |
| 0028                       | Лекейтио (исп. Lequeitio) 25°50′38″ с. ш. 103°16′42″ з. д.                                                             | 2790                             | 1914                             | 1557                             |
| 0023                       | Ла-Флорида (исп. La Florida) 25°46′07″ с. ш. 103°19′25″ з. д.                                                          | 1835                             | 1782                             | 1445                             |
| 0062                       | Лас-Вирхиньяс (исп. Las Virginias) 25°48′03″ с. ш. 103°16′19″ з. д.                                                    | н/д                              | 1432                             | 1425                             |
| 0036                       | Нуэво-Леон (исп. Nuevo León) 25°43′05″ с. ш. 103°17′41″ з. д.                                                          | 1359                             | 1456                             | 1385                             |
| 0039                       | Эль-Порвенир (исп. El Porvenir (El Porvenir de Arriba)) 25°46′27″ с. ш. 103°19′28″ з. д.                               | 1740                             | 1672                             | 1327                             |
| 0010                       | Буэнависта-де-Арриба (исп. Buenavista de Arriba) 25°48′51″ с. ш. 103°18′58″ з. д.                                      | 966                              | 1021                             | 1106                             |
| 0038                       | Ла-Пинта (исп. La Pinta) 25°54′10″ с. ш. 103°15′51″ з. д.                                                              | 1109                             | 1165                             | 1027                             |
| 0026                       | Хабонсильо (исп. Jaboncillo) 25°44′52″ с. ш. 103°15′59″ з. д.                                                          | н/д                              | 1152                             | 1025                             |
| —                          | Прочие | 11645                            | 12742                            | 11239                            |
| Названия на карте Генштаба | |                                  |                                  |                                  |

## Экономика
По статистическим данным 2000 года, работоспособное население занято по секторам экономики в следующих пропорциях:
- сельское хозяйство и скотоводство — 2,5 %;
- производство и строительство — 33,1 %;
- торговля, сферы услуг и туризма — 61,8 %;
- безработные — 2,6 %.

## Инфраструктура
По статистическим данным 2010 года, инфраструктура развита следующим образом:
- электрификация: 98,9 %;
- водоснабжение: 99,2 %;
- водоотведение: 87,1 %.